# Круг, Вильгельм Траугот
Вильгельм Траугот Круг (нем. Wilhelm Traugott Krug; 22 июня 1770, Кемберг, — 12 января 1842, Лейпциг) — немецкий философ
 и писатель, популяризатор критической философии с точки зрения «здравого смысла».
Ревнитель свободомыслия и просвещения; был профессором философии в Кёнигсберге (непосредственно после Канта), потом в Лейпциге; полемизировал с Фихте, Шеллингом, Гегелем и левыми гегельянцами (Руге). Из множества его сочинений наиболее значительны: «Handbuch der Philosophie» (3-е изд. 1828) и «Logik oder Denklehre» (3-е изд. 1827).